# Моналоа (Гаваї)
Моналоа (англ. Maunaloa) — переписна місцевість (CDP) в США, в окрузі Мауї штату Гаваї. Населення — 435 осіб (2020).

## Географія
Моналоа розташована за координатами 21°8′1″ пн. ш. 157°12′44″ зх. д. / 21.13361° пн. ш. 157.21222° зх. д. (21.133634, -157.212213).  За даними Бюро перепису населення США в 2010 році переписна місцевість мала площу 1,86 км², уся площа — суходіл.

## Демографія
Згідно з переписом 2010 року, у переписній місцевості мешкало 376 осіб у 111 домогосподарстві у складі 92 родин. Густота населення становила 202 особи/км².  Було 160 помешкань (86/км²).
Расовий склад населення:
| - 14,4 % — вихідців з тихоокеанських островів - 13,8 % — білих - 8,2 % — азіатів - 0,8 % — корінних американців - 0,5 % — чорних або афроамериканців |

До двох чи більше рас належало 61,4 %. Частка іспаномовних становила 15,2 % від усіх жителів.
За віковим діапазоном населення розподілялося таким чином: 37,5 % — особи молодші 18 років, 58,0 % — особи у віці 18—64 років, 4,5 % — особи у віці 65 років та старші. Медіана віку мешканця становила 25,6 року. На 100 осіб жіночої статі у переписній місцевості припадало 105,5 чоловіків;  на 100 жінок у віці від 18 років та старших — 95,8 чоловіків також старших 18 років.
Середній дохід на одне домашнє господарство  становив 33 485 доларів США (медіана — 25 179), а середній дохід на одну сім'ю — 33 469 доларів (медіана — 26 667). За межею бідності перебувало 44,4 % осіб, у тому числі 51,5 % дітей у віці до 18 років та 7,7 % осіб у віці 65 років та старших.
Цивільне працевлаштоване населення становило 105 осіб. Основні галузі зайнятості: освіта, охорона здоров'я та соціальна допомога — 22,9 %, транспорт — 17,1 %, сільське господарство, лісництво, риболовля — 12,4 %, науковці, спеціалісти, менеджери — 10,5 %.